# André Chagny
Pour les articles homonymes, voir Chagny.
André Chagny, né le 21 juillet 1872 à Pont-de-Vaux (Ain) et mort le 11 septembre 1965 à Lyon, est un historien, écrivain et archéologue français.
Il fut ordonné prêtre du Diocèse de Belley en 1896, et fut ensuite nommé chanoine.

## Biographie
La thèse qu’il soutint en 1913 devant le jury de la Faculté des lettres de Dijon, pour obtenir le diplôme de docteur ès-lettres, avait pour titre : Un défenseur de la Nouvelle-France : François Picquet, le Canadien (1708-1781).
Nommé professeur d'histoire à l'Institut catholique de Lyon, il a publié un très grand nombre d'ouvrages et d'articles, généralement illustrés par les photos de Georges-Louis Arlaud, et animé de nombreuses conférences érudites et vivantes sur l’histoire et les régions de France. Il a été élu le 2 décembre 1930 à l'Académie des sciences, belles-lettres et arts de Lyon.

## Publications

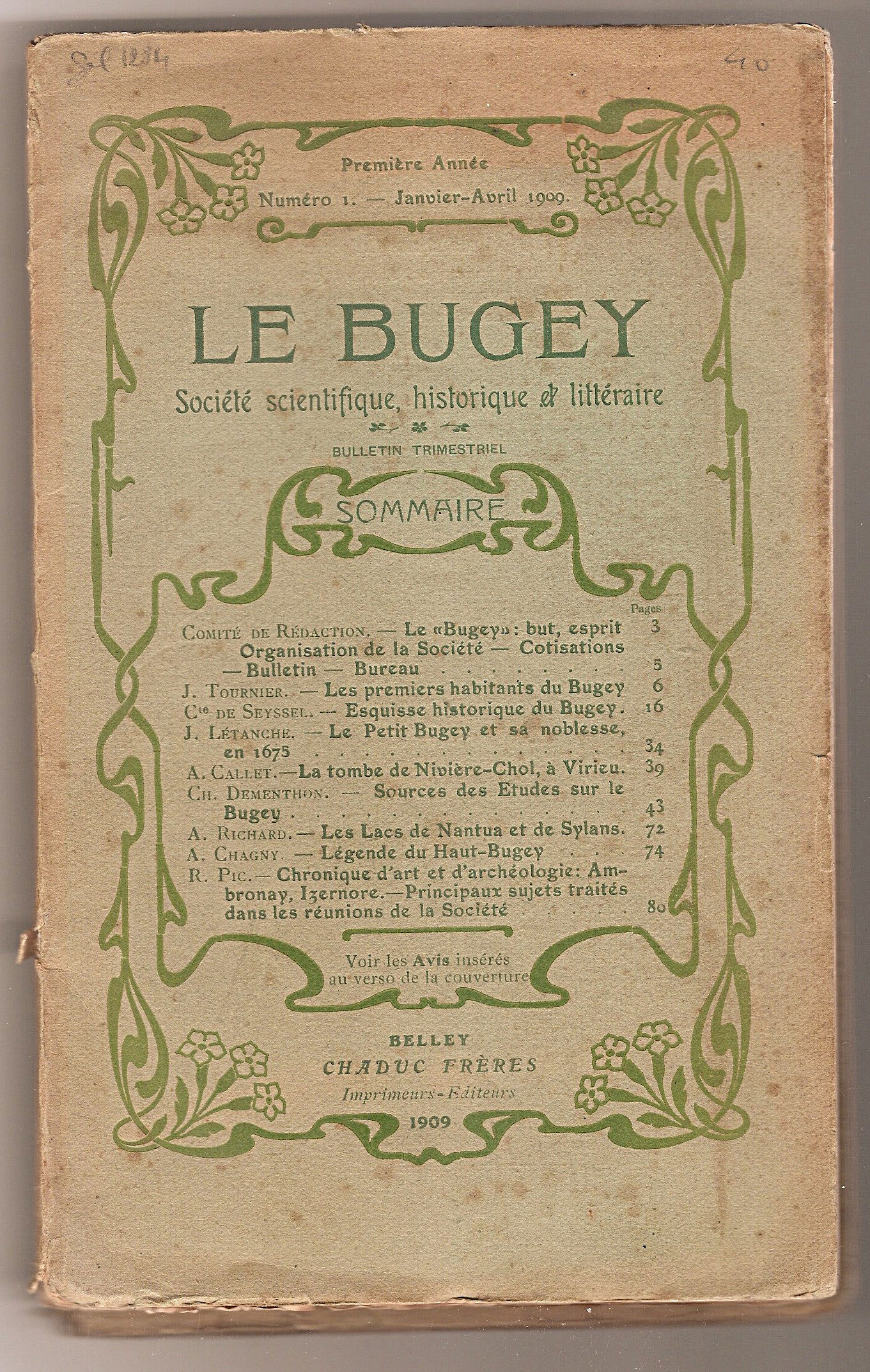
Couverture de la revue de la société "le Bugey", qui publia de nombreux articles d' André Chagny

- 1903. Hautes-Pyrénées. Lourdes, Gavarnie, Cauterets.
- 1905. Les syndics de la ville de Bourg et la corporation des bouchers, de 1445 à 1550.
- 1906. Bourg-en-Bresse au temps de la domination savoisienne (XVe et XVIe siècles).
- 1907. Un grand prix de l'arquebuse sous le règne de Louis XIV.
- 1910. Un ligueur : Honoré d'Urfé.
- 1910. Le Bugey, son esprit et son cœur, conférence donnée dans la salle des fêtes de Belley, le 13 mars 1910, sous les auspices de la société Le Bugey.
- 1911. Le général Collet-Meygret (1834-1910). Le Bugey militaire.
- 1913. Un défenseur de la Nouvelle-France. François Picquet, le canadien. (1708-1781).
- 1921. L'Abbaye de Cluny.
- 1923. Dallemagne et Sibuet. Le Bugey militaire Belley, Montbarbon,
- 1923. Le général Baillod, (1771-1853). Le Bugey militaire.
- 1927. Les Pays de l'Ain. Bresse et Dombes. Revermont.
- 1928. Le sol sur lequel nous vivons, de Bellecour au confluent.
- 1928. Visions de France. Les Baux de Provence.
- 1928. Talloires et le lac d'Annecy.
- 1929. Bourg et Brou. Bresse et Dombes.
- 1929. Vals-les-Bains et le bassin de l'Ardèche.
- 1929. Lyon et son paysage.
- 1929. Avignon et Villeneuve-lès-Avignon.
- 1929. Lalouvesc. Annonay. Haut-Vivarais.
- 1929. Arles et la Camargue.
- 1929.   A. Chagny et F. Girard, Une princesse de la Renaissance Marguerite d'Autriche-Bourgogne fondatrice de l'Église de Brou (1480-1530) M. Dardel, Éditeur, Chambéry[3]
- 1930. Montpellier.
- 1930. Un pays aimé des peintres. Sites et monuments de la région de Crémieu, Prix Charles Blanc de l’Académie française
- 1930. Nîmes. Uzès. Aigues-Mortes.
- 1930. Aix-les-Bains. Lac du Bourget. Revard.
- 1930. Un officier français au Maroc : le lieutenant Louis de Bonnevie, d'après son carnet de route et sa correspondance.
- 1930. Bretagne De Quimperlé à la presqu'ile de Crozon (Visions de France), Éditions G. L. Arlaud, Lyon, 1930
- 1931. Aix-en-Provence.
- 1932. Pyrénées. III : Luchon. Saint-Bertrand de Comminges. Toulouse.
- 1932. La Côte d'Azur. Saint-Raphaël, Cannes, Nice, Monaco, Menton.
- 1932. Auvergne, La Bourboule, Mont-Dore, Saint-Nectaire et la Limagne d'Issoire.
- 1932. Besançon, Arbois, Salins, Champagnole, Saint-Claude, Morez. Le Jura. N ̊ 1.
- 1933. Basse-Alsace. Strasbourg.
- 1933. Haute-Alsace.
- 1934. Annecy et son lac. Talloires.
- 1934. La vallée de la Loire. Ses châteaux. Tours, Angers.
- 1935. Une grande abbaye lyonnaise. La basilique Saint-Martin d'Ainay et ses annexes.
- 1935. Le Mont-Blanc. Chamonix. Argentières. Saint-Gervais.
- 1936. Le général Sibuet, 1773-1813. Le Bugey militaire.
- 1937. Lyon, berceau de la nation française.
- 1937. La Corse.
- 1938. Vienne la belle.
- 1939. Vienne et la vallée du Rhône. Vienne la belle, Vienne la sainte. Le Rhône, de Lyon à la mer.
- 1940. Une ancienne place forte du Dauphiné. Septème, son château et son mandement.
- 1947. Une héroïne chrétienne, Mère Marie Elisabeth de l'Eucharistie.
- 1949. Cluny et son empire.
- 1949. Les Baux de Provence.
- 1951. L'Ordre hospitalier de Saint-Jean-de-Dieu en France
- 1957. La fondation de Lyon.

## Le fonds Chagny aux Archives municipales de Lyon
L'abbé Chagny a laissé aux Archives municipales de Lyon un fonds important (conservé dans les sous séries 0038 II et 0076 II) qui comprend :
- Papiers Chagny
  - Documents personnels (cartes d'électeur, diplômes, etc.)
  - Programmes et affiches de conférence présentées par l'abbé Chagny
  - Correspondance passive
  - Notes de cours suivis par l'abbé Chagny : année 1901-1902
  - Poésies, sermons et discours de circonstance
  - Manuscrits d'ouvrages imprimés
  - Manuscrits de conférences non imprimées
  - Notes biographiques
  - Notes et documents sur divers sujets de caractère non lyonnais
- Papiers, manuscrits
  - Correspondances et documents recueillis par l'abbé Chagny
  - Copies d'actes et de pièces anciennes
- Iconographie
- Imprimés
- Autres
  - Environ 110 pièces en attente de classement